# Ricercare
Ricercare (pronunciat ritʃɛr'kare, en plural ricercari), o també ricercar, és un gènere musical instrumental que pertany al renaixement tardà i sobretot al barroc primerenc, entre els segles XVI i XVII. Està inspirat en la polifonia vocal i es considera el precursor directe de la fuga.
La paraula ricercare prové de l'italià i significa cercar, esbrinar. Molts ricercare fan la funció de preludis per "esbrinar" la clau o mode que tindrà la peça següent. De la mateixa manera, un ricercare pot explorar les permutacions d'un determinat motiu; en aquest cas pot anar darrere de la peça a la qual serveix d'il·lustració. Finalment, el terme ricercare també es pot usar per designar un estudi que explora les característiques d'un instrument musical.
El ricercare té un estil imitatiu. Un o diversos temes hi són tractats en contrapunt estret convidant l'oient a cercar-los en la trama de la polifonia.

## Història
El ricercare instrumental, derivat del motet vocal, el practicaven els llaütistes italians a partir del segle XVI. Al segle XVII s'estén per tot Europa en un procés paral·lel al de la canzone i la fantasia, i va evolucionar lentament cap a la fuga per a teclat, sota la influència de mestres com Titelouze o Frescobaldi. Al segle XVIII va desaparèixer.

## Característiques
El ricercare s'interpreta habitualment amb un instrument polifònic, com el llaüt, l'orgue o el clavicèmbal. Està format per diferents parts, de tres a deu, i cada part és construïda al voltant d'un motiu musical diferent, tractat amb imitacions. És un concepte que deriva directament del motet. Al segle XVII els autors s'esforcen a donar-li unitat temàtica, i es manté el principi de la imitació.

## Compositors i obres
Alguns autors de ricercari:
- Jachet Buus: Ricercari (1547)
- Marc'Antonio da Bologna (1490?–1560?): Ricercari, Motetti, Canzoni
- Jan Pieterszoon Sweelinck (1562–1621): peces per a orgue tractades en ricercare.
- Jean Titelouze (1563–1633) Hymnes pour toucher sur l'orgue (1623)
- Girolamo Frescobaldi (1583–1643): Ricercare cromatico de la Messa degli Apostoli; ricercari de Fiori musicali per a orgue (1635)